# حكمت بشير الاسود
حكمت بشير الاسود (1949-؟م) باحث ومؤلف آثاري عراقي.
ولد حكمت بشير الأسود في مدينة الموصل عام 1949م، وينحدر من عائلة حنا الأسود الموصلية. وهو من الآثاريين العراقيين المسيحيين وقد اشتهرت عائلته بحرفيتها في المعمار والتعامل مع الحجر.

## دراسته
كانت دراسة حكمت بشير الاسود في قسم الآثار وتخصصه فيها محض صدفة، لكونه لاخيار للطالب خريج الدراسة الإعدادية، في اختيار الكلية أو المعهد وقتها الا وفق نظام الانسيابية في القبول المركزي للالتحاق بجامعات العراق ومعاهده الفنية، والتي تعتمتد على المنافسة بين الطلبة على درجة المعدل النهائي، فخير حكمت الاسود في داخل اقسام كلية الآداب التي وضعه نظام القبول فيها، بين قسم الإعلام وقسم الآثار، فاختار دراسة علم الآثار، فتخرج على عام 1973م، وبيده شهادة البكالوريوس من جامعة بغداد، كلية الآداب، قسم الآثار، وخلال فترة دراسته الأكاديمية في قسم الآثار، كان قد تأثر باساتذته وجلهم من رواد المدرسة الآثارية العراقية أمثال طه باقر وبهنام أبو الصوف وعبد الجليل جواد وفوزي رشيد وطارق مظلوم، فاحب علم الآثار من خلالهم فواصل دراسته، فحصل عام 2002م، على شهادة الماجستير في الآثار القديمة، من قسم الآثار، في كلية الآداب، بجامعة الموصل. 
وبعد تخرجه من الكلية، تم تعيينه في دائرة الآثار فتدرج في عدة وظائف حتى أصبح مديرا للمتحف الحضاري  في مدينة الموصل بين الأعوام 2004-2011م، وأثناء تلك الفترة استطاع من تقديم العديد من المحاضرات والبحوث والمؤلفات والمقالات المطبوعة والمنشورة في الصحف والمجلات حول آثار العراق وتراثه القديم، والتي رفد بها المكتبة الآثارية في العراق وخارجه.

## عمله
- مدير المتحف الحضاري في الموصل بين الاعوام 2004-2011م.
- عضو هيئة مجلة بين النهرين (بغداد-العراق) وذلك عام 2005م.
- خبير آثار معتمد للهيئة العامة للآثار والتراث في رئاسة إستئناف نينوى بين تشرين الأول 2005-تشرين الأول 2011م.
- خبير الآثار العراقية في الانتربول التابعة لمنظمة اليونسكو عام 2006م.
- عضو مشارك في اتحاد الكتاب العرب، فرع دمشق، وذلك عام 2009م.
- عضو مجلس إدارة المعهد العراقي لصيانة الآثار والتراث في أربيل، للفترة بين آب 2010-تشرين الأول 2011م.

## عمله الميداني
شارك في الأعمال الحقلية في مجال التنقيب والصيانة الأثرية والمسح الأثري ومنها:
- هيئة التنقيب والصيانة الأثرية في الحضر للسنوات 1975-1977م.
- مشروع إنقاذ آثار سد حمرين للسنوات 1977-1978م.
- هيئة إحياء مدينة آشور الأثرية للسنوات 1978-1980م.
- رئيس هيئة آثار الحضر عام 1986م.
- المسح الآثاري لمشروع ري الجزيرة الشرقي عام 1987م.
- رئيس مشروع إحياء مدينة آشور الأثرية عام 1987م.
- رئيس هيئة آثار الحضر عام 1988م.
- مدير موقع مشروع مهرجان الحضر الدولي الأول عام 1994م.
- رئيس بعثة الصيانة الأثرية لبيت التوتنجي في الموصل عام 2002م.
- رئيس لجنة الإشراف على أعمال الصيانة في بوابة نركال عام 2004م.
- إدارة المسح الآثاري في المنطقة الشمالية عام 2007م.
- الإشراف الإداري على لجنة صيانة آثار الحضر للأعوام 2007، 2008، 2009م.

## عمله في البعثات الأجنبية
عمل حكمت بشير الأسود ممثلاً لدائرة الآثار مع البعثات الأجنبية ومنها:
- البعثة الفرنسية العاملة في موقع كوتان في سد الموصل عام 1984م.
- البعثة الألمانية-الإيطالية المشتركة العاملة في مواقع تل جيكان وخربة صالح في سد الموصل عام 1984م.
- البعثة اليابانية في موقع جيكان - سد الموصل عام 1985م.
- البعثة الألمانية العاملة في تل العقر عام 1986م.
- البعثة البولونية في موقع نمربك_سد الموصل 1987م.
- البعثة الإيطالية العاملة في مدينة الحضر من سنة 1988 حتى 1989م.
- البعثة الألمانية العاملة في مدينة آشور وذلك في عام 2000م.

## محاضراته
- القاء محاضرات في قسم الآثار وقسم الدراسات المسمارية في كلية الآداب، جامعة الموصل للسنوات 2003، 2004، 2005م.
- إلقاء محاضرات في كلية بابل للفلسفة واللاهوت، في عينكاوة بأربيل.

## مؤلفاته
- أكيتو عيد رأس السنة البابلية الآشورية
- الثور المجنح لاماسو رمز العظمة الآشورية
- الرقم سبعة في الحضارة العراقية القديمة
- الغذاء في حضارة وادي الرافدين
- آداب السلوك الإنساني ومفاهيم الأخلاق في حضارة وادي الرافدين
- اسطورة الرجال الخارقين في حضارة بلاد الرافدين
- حضارة بلاد الرافدين الأسس الدينية والاجتماعية
- الرموز الفكرية في حضارة وادي الرافدين
- أدب الغزل ومشاهد الإثارة في الحضارة العراقية القديمة
- آداب الرثاء في بلاد الرافدين (قدمها كرسالة ماجستير)
- دليل آثار الحضر
- الملك البطل كلكامش: قصة للتلاميذ
- الآثار المسيحية في بلاد الرافدين
- عمارة البيت السكني ومحتوياته في حضارة بلاد الرافدين
- القوى الروحية الكامنة في الماء والخبز والخمر ودورها في عملية التمدن الإنساني والتطور الحضاري في بلاد الرافدين

## مقالاته
- فعل المحرم الذي يؤدي إلى اللعنة في حضارة بلاد الرافدين
- مملكة الحضر (حطرا) ومعالمها الأثرية
- الاكيتو: احتفال العراقيين القدماء بالسنة الجديدة وتأثيراته في أعياد الأقوام المجاورة
- حمورابي والتوراة.[5]
- تجميل النساء في حضارة بلاد الرافدين
- قداسة الماء ورموزه في حضارة بلاد الرافدين.[6]
- المعبد الحضري وطقوسه الدينية.[7]
- الموت بين الآلهة والبشر.[8]
- مفهوم الجنة: الفردوس بين المدونات السومرية والتوراة.[9]